# Zaouli

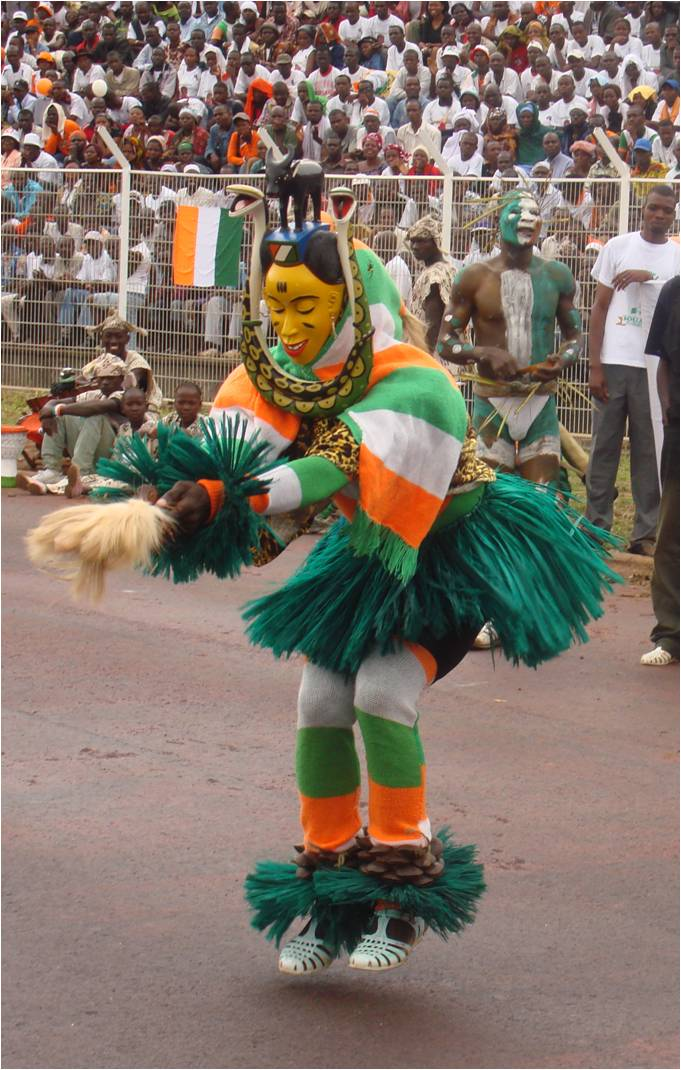
Zaoulitänzer

Zaouli oder der Zaouli-Maskentanz ist ein traditioneller Tanz im Zentrum der Elfenbeinküste im Distrikt Sassandra-Marahoué, der Region der Guro-Sprechenden. Der Tanz basiert auf einer sehr schnellen Bewegung der Beine, während der obere Teil des Körpers dabei unbeweglich erscheint oder sich nur langsam horizontal bewegt.

## Geschichte
Die Masken, die bei dem Tanz verwendet werden, wurden erst in den frühen 1950er Jahren kreiert. Es galt für engagierte Traditionsbewahrer alte ivorische Rituale und Kultur vergangener Jahrhunderte wiederzubeleben. Einige Quellen sprechen hierbei von einer jungen Frau namens „Djela Lou Zaouli“ (Zaouli, Tochter von Djela), welche zu den Masken inspirierte. Es gibt sieben verschiedene Typen von Zaouli-Masken, jede von ihnen verkörpert eine eigene legendäre Geschichte. In den Masken wird eine Frau dargestellt, wie auch der Kult um die Masken eine Hommage an das weibliche Geschlecht ist. Das Herstellen einer Maske dauert bis zu sechs Tage. Ein wiederkehrendes Element der Masken sind zwei rahmende Schlangen.

## Tanz
In jedem Gurodorf gibt es einen lokalen Zaoulietänzer (jedoch immer ein Mann), der etwa bei Beerdigungen und Feiern auftritt. Ungefähr zehn Musiker beginnen, begleiten und befeuern den Tanz mit Perkussionsinstrumenten und Flöten.
Ein zweiter Tänzer, der „männliche Tanzpartner“, animiert den Zaoulitänzer, welcher daraufhin seinen Tanz beginnt. In den Händen trägt der Tänzer dabei Quasten. Das Tragen einer Zaouli-Maske, so die Legende, versetze seinen Träger auch in eine Art Trance.

## Moderne Rezeption
Die britische Rap-Künstlerin M.I.A. veröffentlichte im November 2015 ihr Musikvideo „Matahdatah Scroll 01: Broader Than A Border“, in dem dieser afrikanische Tanz prominent in Szene gesetzt wurde (im letzten Drittel des Videos und ohne Maske) und ihm zusätzliche Bekanntheit verlieh. Im Internet kursieren zudem kurze Videos traditioneller Zaouli-Tänze, deren Tonspur durch schnelle, scheinbar dazu passende, Rhythmen der Psytrance-Musik ausgetauscht wurde.
2017 wurde die Musik- und Tanztradition Zaouli in die UNESCO-Liste des immateriellen Kulturerbes der Menschheit aufgenommen.
Im Jahr 2022 veröffentlichte die K-Pop-Girlgroup Nature ein Musikvideo zu ihrer Single „Rica Rica“, dessen Choreografie stark vom Zaouli-Tanz inspiriert ist. Einige Internetnutzer haben diese Verwendung als unangemessen kritisiert.